# Кібос
Кібос (дав.-гр. Κύβος) — давньогрецька колонія на північному узбережжі Африки — недалеко від Гіппона Акри.
Була заснована іонійцями не пізніше VI ст. до н. е. Згадана Гекатеєм Мілетським.
Зруйнована карфагенянами у другій чверті V ст. до н. е.